# Ptačí oblast Západní Krušné hory
Západní Krušné hory jsou ptačí oblast soustavy Natura 2000 v okresech Karlovy Vary a Sokolov v Karlovarském kraji v Česku. Území leží v Krušných horách, přibližně mezi Přebuzí a Božím Darem. Vyhlášeno bylo 1. ledna 2025 k ochraně tetřívka obecného, sýce rousného a jejich biotopů.

## Přírodní poměry
Ptačí oblast s rozlohou 139,67 km² leží v Krušných horách, v nadmořské výšce 640–1116 metrů. Zasahuje do správních území obcí Abertamy, Boží Dar, Horní Blatná, Merklín, Nejdek, Nové Hamry, Pernink a Potůčky v okrese Karlovy Vary a Přebuz, Stříbrná a Šindelová v okrese Sokolov. Nejcennějšími částmi území jsou národní přírodní rezervace Rolavská vrchoviště na západě a Božídarské rašeliniště na východě.

### Fauna
Předmětem ochrany je výskyt dvou ptačích druhů. Prvním je tetřívek obecný (Lyrurus tetrix), vyhledávající převážně primární bezlesí a rozvolněné biotopy bohatého podrostu. V letech 2009–2024 bylo na celém území meziročně zjišťováno 35–73 tokajících kohoutů. Okolo roku 2010 to byla pětina krušnohorské populace tetřívka, zatímco v letech 2023 a 2024 polovina. V ptačích oblastech Východní Krušné hory a Novodomské rašeliniště – Kovářská se populace tetřívka v důsledku intenzivního lesnického hospodaření a zarůstání otevřených ploch snižuje. Západní Krušné hory jsou těmito vlivy postiženy v menší míře a tokaniště si v nich zachovávají tradiční podobu. Západní část Krušných hor tak představuje klíčovou výspu pro zachování druhu na území Česka.

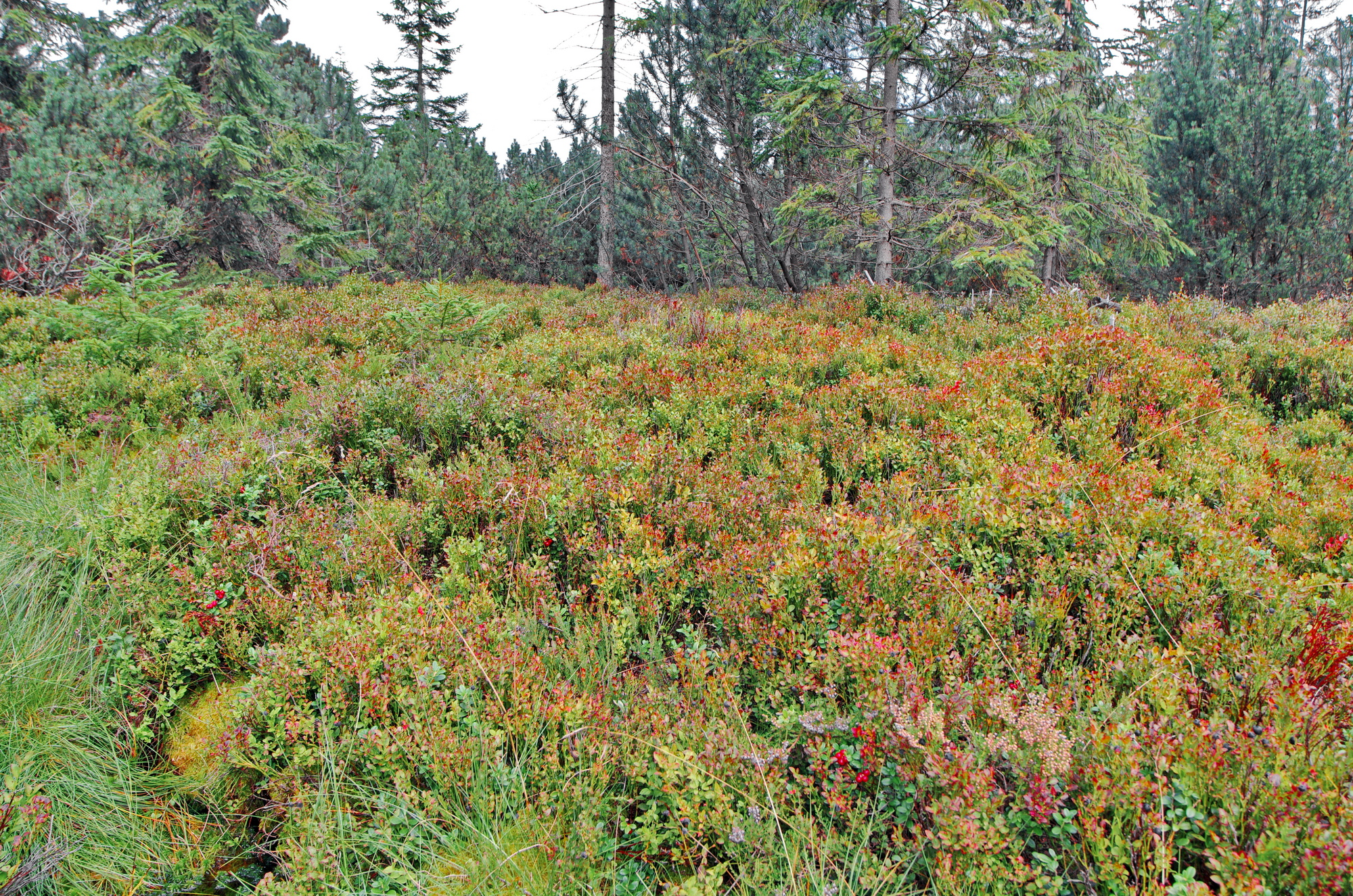
Plody bobulonosných keřů (PR Oceán) jsou významným zdrojem potravy tetřívka obecného.

Druhým význačným ptákem ptačí oblasti je sýc rousný (Aegolius funereus), který vyžaduje staré lesní porosty s hnízdními dutinami po datlu černém (Dryocopus martius). V roce 2024 proběhl první monitoring, podle něhož se sýc v ptačí oblasti vyskytoval v počtu 35–50 houkajících samců.
Dalšími druhy sov na území ptačí oblasti jsou kulíšek nejmenší (Glaucidium passerinum) v odhadovaném počtu 90–130 samců a omezený počet puštíků obecných (Strix aluco), který tak nemůže vytlačovat ostatní druhy sov. V okrajových částech žije také výr velký (Bubo bubo).
Na rašeliništích se pravidelně vyskytují tři až čtyři páry jeřába popelavého (Grus grus) a na rašeliništních jezírcích občas hnízdí čírka obecná (Anas crecca). V letech 2023 a 2024 na vrchovištích úspěšně hnízdil vzácný Konipas citronový (Motacilla citreola). Na podmáčených loukách lze pozorovat chřástala polního (Crex crex) a bekasinu otavní (Gallinago gallinago). Rozpadající se smrčiny využívá datlík tříprstý (Picoides tridactylus) a do konce dvacátého století v nich přežívala jedna z posledních populací tetřeva hlušce (Tetrao urogallus) v Česku.

## Maloplošná zvláště chráněná území
Součástí ptačí oblasti jsou přírodní památky a rezervace Božídarské rašeliniště, Rolavská vrchoviště, Pernink, Přebuzské vřesoviště, Vlčí jámy, Malé jeřábí jezero, Oceán a Ryžovna. Oblast se také částečně překrývá s evropsky významnými lokalitami Krušnohorské plató a Pernink.